# Đại não
Đại não là một phần não có kích thước lớn, chứa vỏ đại não (của hai bán cầu đại não), cũng như vài cấu trúc dưới vỏ não khác, bao gồm hồi hải mã, hạch nền và hành khứu giác. Trong não người, đại não là vùng ở trên cùng của hệ thần kinh trung ương. Não trước là cấu trúc phôi mà từ đó đại não phát triển trước khi sinh. Ở động vật có vú, đoan não lưng, tức áo não, phát triển thành vỏ đại não, và đoan não bụng, tức hạ áo não, trở thành hạch nền. Đại não cũng được chia thành bán cầu đại não trái và phải gần như đối xứng.
Với sự trợ giúp của tiểu não, đại não điều khiển tất cả hoạt động thuộc ý chí của cơ thể.

## Cấu tạo

Đại não người (màu đỏ)

Đại não là phần lớn nhất của não. Tùy vào vị trí của loài vật nó nằm hoặc là đằng trước hoặc là bên trên thân não. Ở con người, đại não là phần lớn nhất và phát triển nhất trong số năm khu chính của não.
Đại não cấu tạo từ hai bán cầu đại não (tạo thành từ chất trắng có chức năng dẫn truyền) và vỏ của chúng (tạo thành từ chất xám). Các cấu trúc dưới vỏ của nó bao gồm hồi hải mã, hạch nền và hành khứu giác. Đại não bao gồm hai bán cầu đại não hình chữ C, tách biệt khỏi nhau bằng một rãnh sâu gọi là rãnh dọc.

## Hình ảnh

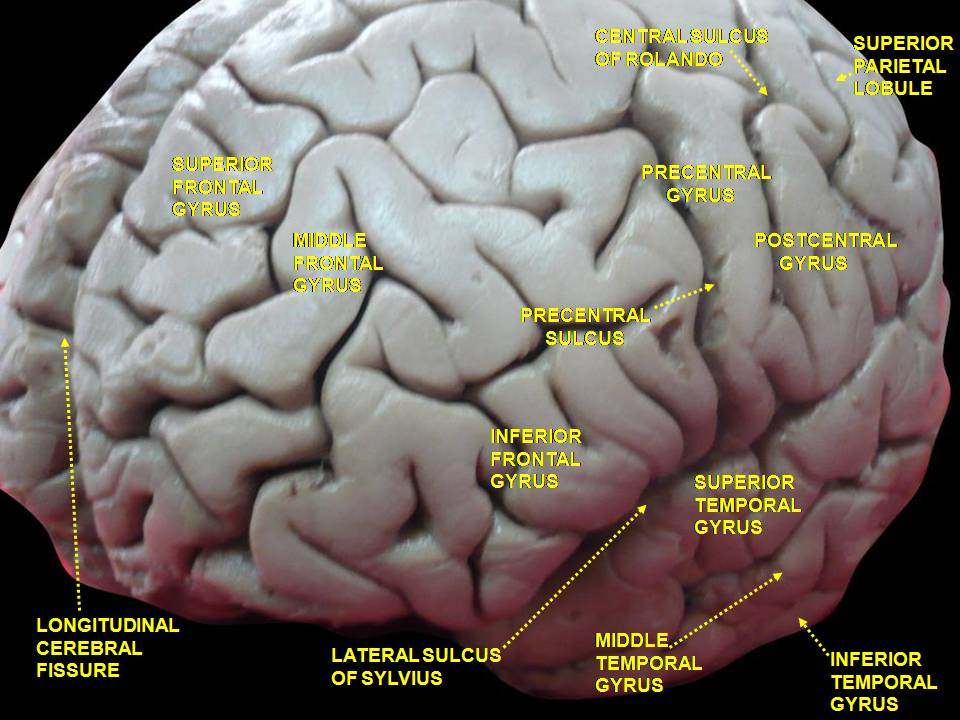
Cerebrum. Lateral face. Deep dissection.
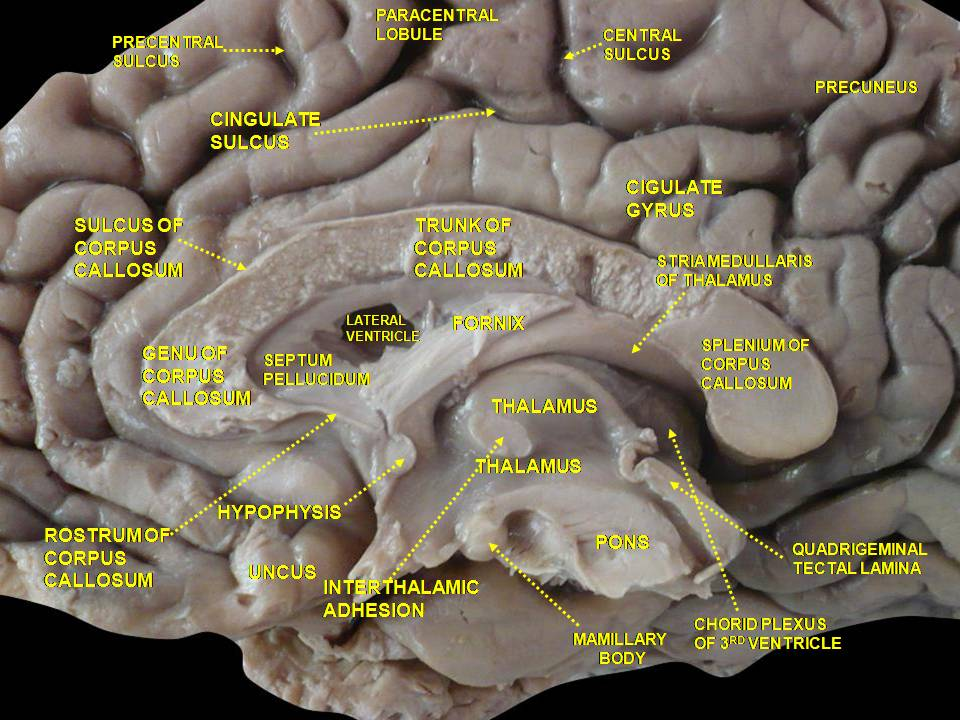
Cerebrum. Medial face. Deep dissection.